# Будинок на вулиці Жилянській 120а
Будинок на вулиці Жилянській 120а — історичний будинок у центрі Києва, визначна архітектурна пам'ятка межі століть.

## Опис
Чотириповерховий, цегляний прибутковий будинок, збудований на замовлення О. Гончарова за проектом арх. О. Хойнацького. Флігелі будували інженери М. Вишневський та О. Гілевич. Має розвинений ризаліт з боку подвір'я і характерний бічним розміщенням проїзду. Головний фасад витримано у стилі еклектизму, з натяком на флорентійський ренесанс. Проект створювався як копія палацу великого князя Володимира Олександровича на Палацовій набережній у Петербурзі (Будинок вчених, 1867—72, архітектор О. Рєзанов). Для композиції характерна відсутність акцентів. Збережено непарна кількість вікон на головному фасаді. Фасад густо декоровано рустом, органічно завершує глуха аркада, карниз на кронштейнах і парапет. У декорі є ліпні розетки у простінках між вікнами третього поверху, маски левів у простінках між вікнами четвертого поверху і на кронштейнах вінцевого карниза.
Станом на 2021 у будинку розміщене відділення Державної Митної Служби України.

## Галерея

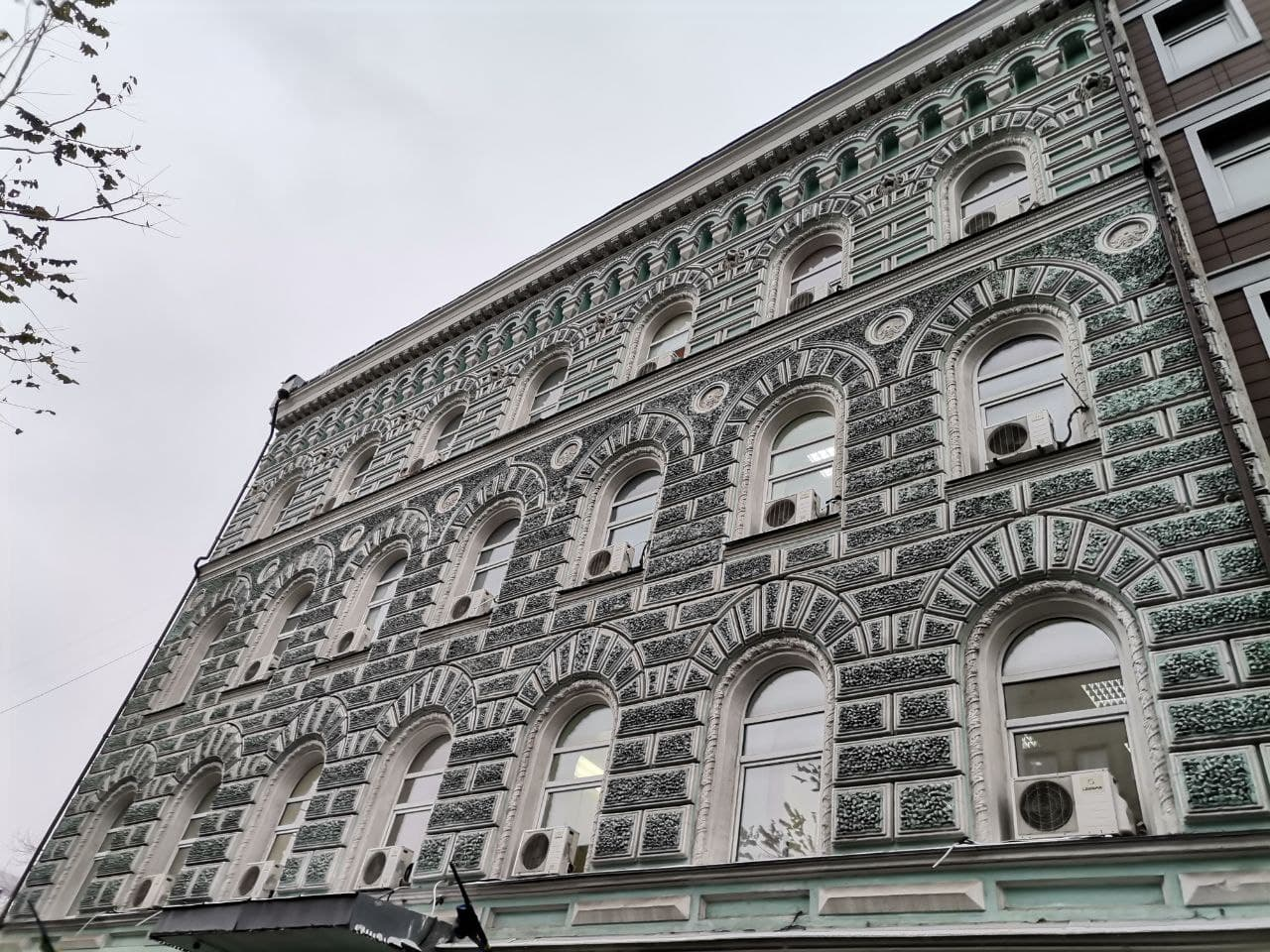
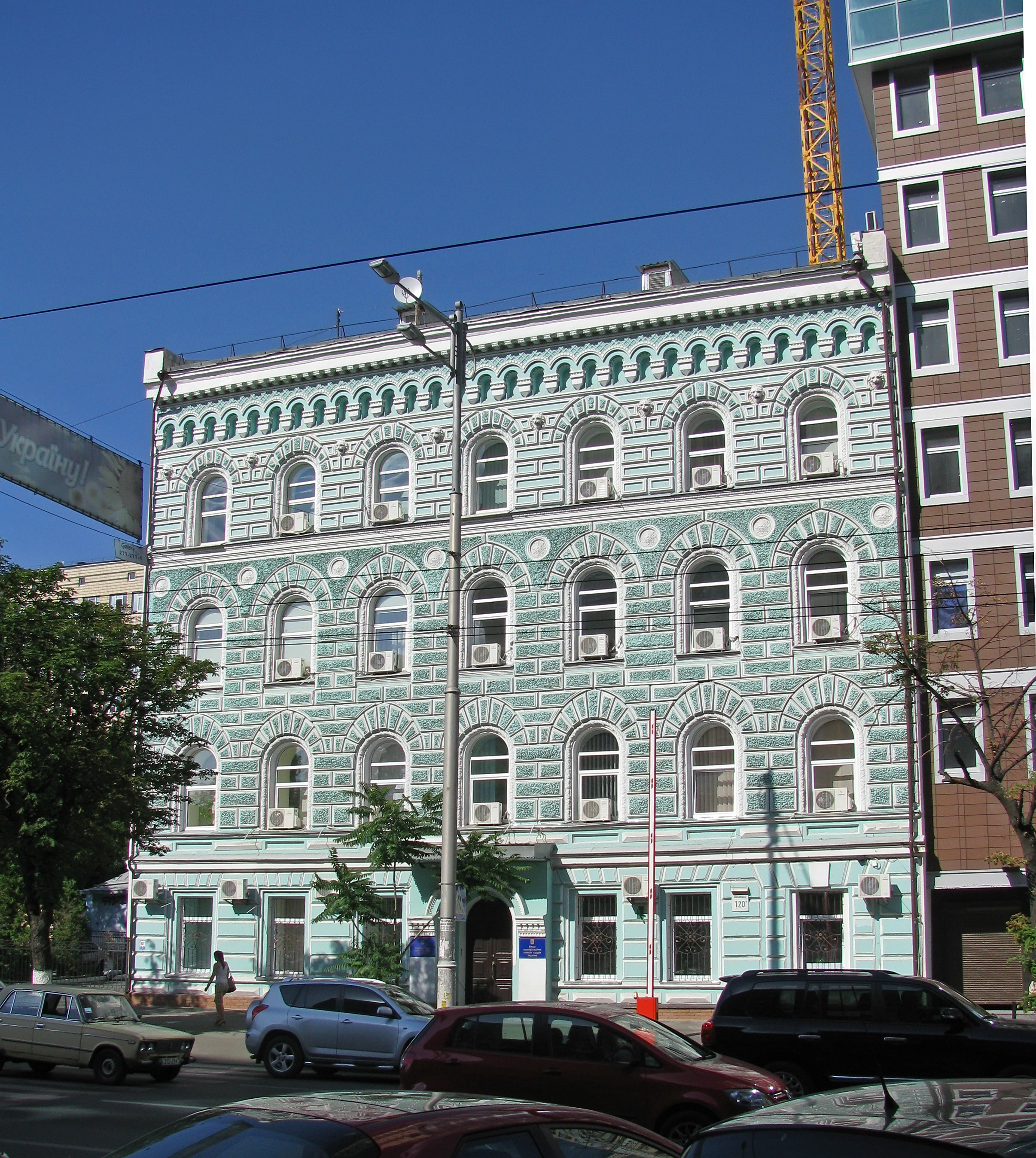
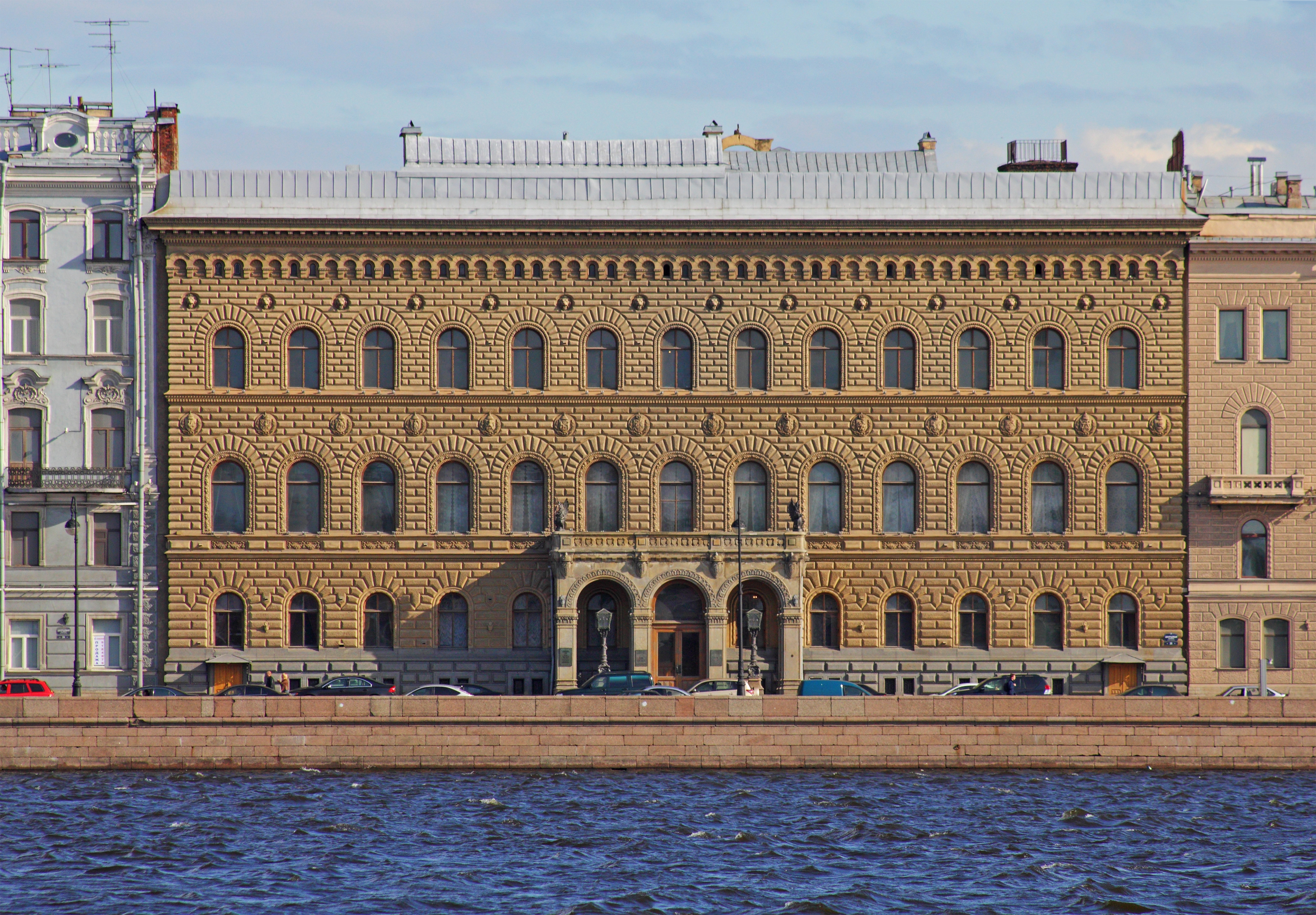
Будинок вчених (Санкт-Петербург)